# 賴正哲

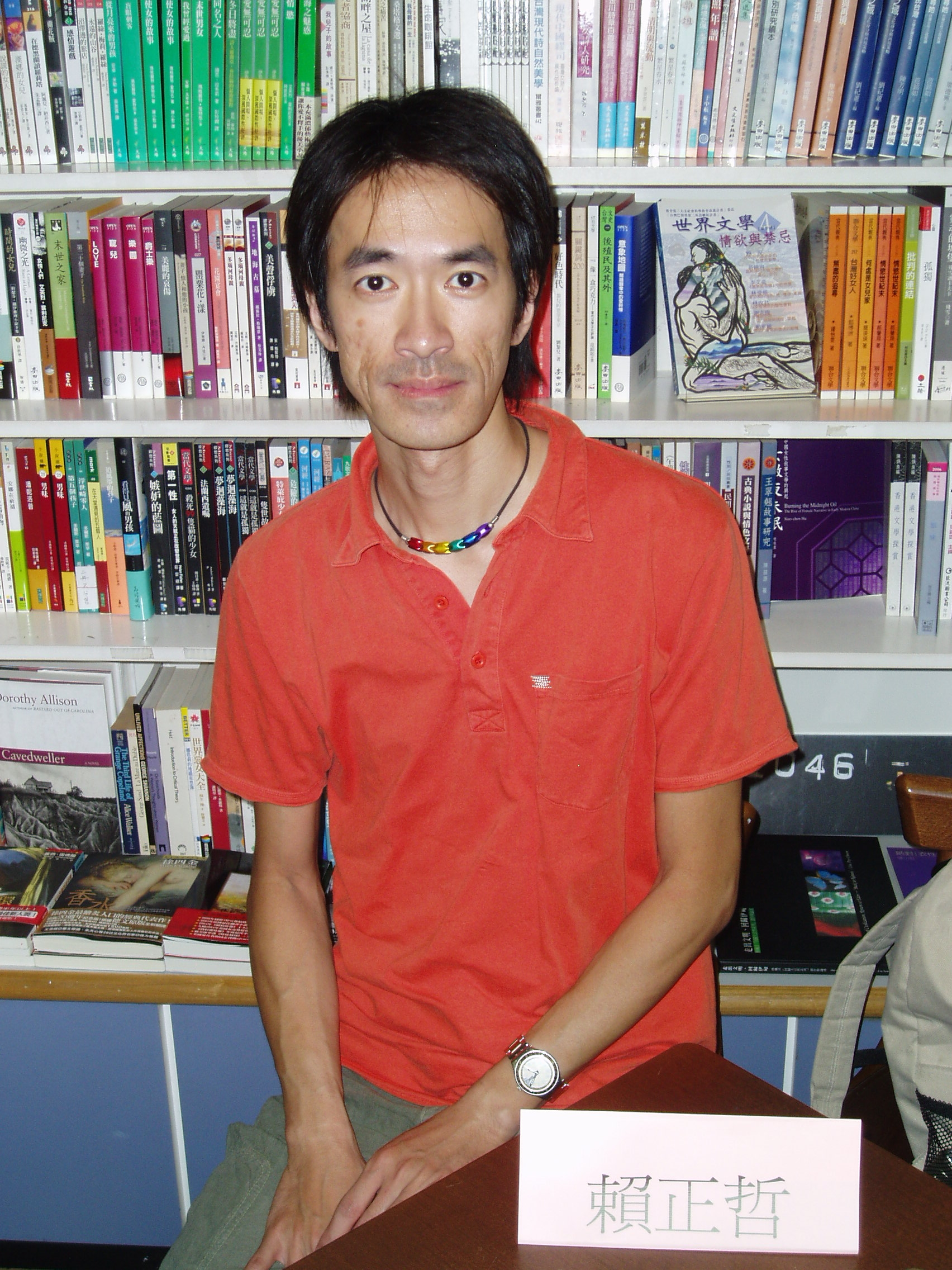
賴正哲

賴正哲（1966年—），通稱阿哲，晶晶書庫合夥事業股東之一，登記為合夥事業負責人。長年投入爭取同志權益的社會活動，是台灣同志運動與同志圈的重要代表人物。

## 生平
1966年生於基隆，國中畢業後就讀位於宜蘭頭城的復興工專（現蘭陽技術學院）主修建築。後大學插班逢甲大學建築系，淡江大學建築研究所畢業。曾任職於建築工程設計公司、台大建築與城鄉研究所規劃室。

## 晶晶書庫合夥人之一
晶晶書庫自創立以來，均是合夥事業型態經營，合夥事業眾多股東在創立初期，企業就以支持同志LGBT平權運動為主的社會責任與企業使命。曾委任賴正哲為晶晶書庫負責人與經營的門市主管一職。
創立之初，台灣的同志文化一直受到以異性戀為主流的文化價值扭曲，台灣乃至於華人世界的同志圈，缺乏一個屬於自己的文化發聲管道，眾多股東成立一間屬於同志文化的書店，於1999年1月1日創立開張。不但創造一個屬於同志的，以同志的身份訴說的、正視同志文化的書店，也相當程度解構再造台灣的同志與空間權力的關係。

### 聲援何春蕤
2003年中央大學性/別研究室召集人何春蕤教授，被檢方以研究室網站中有人類猥褻動物的照片連結，以「妨礙風化」、「散佈猥褻圖片」為由提起刑事公訴，賴正哲於晶晶書庫任職時，多次公開聲援何春蕤教授，最後何春蕤獲法院宣判無罪定讞。

## 著作
- 《去公司上班》